# Метроксилон
Метроксилон (лат. Metroxylon) — род вечнозелёных тропических монокарпических однодомных пальм.
Естественный ареал рода охватывает острова Тихого океана от Самоа до Новой Гвинеи, Соломоновых, Молуккских, Каролинских островов и Фиджи. Некоторые виды культивируется в Таиланде и Малайзии.
Преимущественно одноствольные пальмы, со стволом высотой от 8 до 18 метров и толщиной до 25 см в диаметре. Листья крупные, до 7 метров длиной, парноперистые.
Род включает 7 видов, в большинстве относимых к саговым пальмам, из сердцевины стволов которых извлекают саго, являющееся ценным крахмалосодержащим пищевым продуктом.
Виды:
- Metroxylon amicarum (H.Wendl.) Hook.f.
- Metroxylon paulcoxii McClatchey
- Metroxylon sagu Rottb.typus[2]
- Metroxylon salomonense (Warb.) Becc.
- Metroxylon upoluense Becc.
- Metroxylon vitiense (H.Wendl.) Hook.f.
- Metroxylon warburgii (Heimerl) Becc.